# شهرستان ماکیت
شهرستان ماکیت (به اویغوری: 	مەكىت ناھىيىسى)(به چینی: 	麦盖提县، به پین‌یین: 	Màigàití Xiàn) یک واحد تقسیماتی در چین است که در ولایت کاشغر واقع شده‌است.

## جمعیت
| ترکیب قومیتی شهرستان ماکیت | ترکیب قومیتی شهرستان ماکیت | ترکیب قومیتی شهرستان ماکیت | ترکیب قومیتی شهرستان ماکیت | ترکیب قومیتی شهرستان ماکیت |
| -------------------------- | -------------------------- | -------------------------- | -------------------------- | -------------------------- |
| قومیت                      | قومیت                      |                            | درصد                       | درصد                       |
| اویغور                     | اویغور                     |                            | ۸۳٫۳٪                      | ۸۳٫۳٪                      |
| هان                        | هان                        |                            | ۱۶٫۳٪                      | ۱۶٫۳٪                      |
| هوئی                       | هوئی                       |                            | ۰٫۲٪                       | ۰٫۲٪                       |
| سایر                       | سایر                       |                            | ۰٫۳٪                       | ۰٫۳٪                       |
| منبع سرشماری جمعیت :       |                            |                            |                            |                            |

## تاریخچه
ولایت مدرن کاشغر، در سال ۱۹۱۳ میلادی، دومین سال حاکمیت جمهوری چین تشکیل شد. ولایت کاشغر در آن زمان شامل اراضی امروزی این ولایت، علاوه بر ولایت ختن و ولایت خودمختار قزل‌سو قرقیز (بجز شهرستان آقچی) بود. ولایت کاشغر شامل ۱۲ شهرستان بود، منجمله شهرستان مارالبشی. 
در سال ۱۹۲۲ میلادی، شهرستان ماکیت نیز از شهرستان مارالبشی جدا شده و در این ولایت تاسیس شد.
در سالهای ۱۹۳۳ و ۱۹۳۴ میلادی، در منطقهٔ کاشغر که در آن زمان شامل ولایت خودمختار قزل‌سو نیز می‌شد، در طی شورشی علیه حکومت استانی وفادار به جمهوری چین، کشور جدیدی به طول دو سال با نام جمهوری اسلامی ترکستان شرقی اعلام شده بود. 
در سال ۱۹۴۳، سه شهرستان پوسکام، ماکیت، و یارکند از ولایت کاشغر با شهرستان کارگیلیک از ولایت ختن، ترکیب شده و ولایت یارکند، به مرکزیت یارکند تاسیس شد.
بین سالهای ۱۹۵۴ و ۱۹۵۶ میلادی، «ولایت خودمختار جنوب سین‌کیانگ» (مشابه ولایت خودمختار ایلی قزاق) با تحت مدیریت داشتن ولایات کاشغر، یارکند، آق‌سو، ختن، و ولایت خودمختار قزل‌سو قرقیز ایجاد شد. بین سال‌های ۱۹۵۵ و ۱۹۵۶، ولایت کاشغر منحل شده، و شهرستان‌های آن، تحت تابعیت مستقیم «ولایت خودمختار جنوب سین‌کیانگ» قرار گرفت.
در سال ۱۹۵۶، «ولایت خودمختار جنوب سین‌کیانگ» منحل شد. در این سال، ولایت کاشغر باز دوباره تاسیس شد. در همین سال، ولایت یارکند نیز منحل شده و ۴ شهرستان آن به ولایت کاشغر پیوستند.